# 夏の夜の海
「夏の夜の海」（なつのよのうみ）は、1983年7月1日に発売されたチューリップの通算23枚目のシングル。

## 解説
前作から4ヶ月という、チューリップとしては短めの間隔で発売されたシングルである。
ジャケットには、南の島のヤシの写真と、メンバーの写真が配置された。
財津のファルセットによる歌唱が特徴であるが、1984年の芦ノ湖でのライブ（Live act TULIP TULIP LAND in 芦ノ湖 8・11パゴタ）ではライブ演奏もされた。財津がハイトーンを披露した曲としては、他に音声加工ではあるが『ともだちのあなただから』（『風のメロディ』のカップリング曲、1976年）がある。
元々は他の歌手への提供曲として依頼され作ったものの、結果的に使われなかった楽曲である。財津は後年、「出発点が自分ではなかったからサウンド面や歌唱面で嘘の衣を着せて、新しいことへの挑戦ができた」と語った。
B面も『Halo』からのリカット。歌詞に「ルソーが描いた絵」が登場するほか、滅亡した地球を描くアルバムのコンセプトに合わせて「地球が終わりになる前に」という歌詞も登場する。
このシングルの発売に合わせて、渋谷の公園通りを「TULIPストリート」にしたり、渋谷PARCOの壁にジャケットの絵を描くなど、大々的なプロモーションが行われた。

## 収録曲
全曲作詞・作曲：財津和夫　編曲：チューリップ
1. 夏の夜の海
2. コスモスの咲く郷